# John Partridge
John Partridge (Radcliffe, 24 luglio 1971) è un attore, cantante e ballerino inglese, attivo in campo televisivo e teatrale.

## Carriera
Dopo essersi formato presso la Royal Ballet School, ha cominciato a recitare intensivamente nel panorama del teatro musicale inglese e tedesco: Cats (tour inglese, 1989; Londra, 1993; Berlino, 2002; Düsseldorf, 2004; tour tedesco, 2005), The Hunting of the Snark (Londra, 1991), Grease (Londra, 1993), The Fix (Londra, 1997), Rent (Germania, 1999), Notre Dame De Paris (Londra, 2000), Miss Saigon (Tour inglese, 2005), The Drowsy Chaperone (Londra, 2007), A Chorus Line (Londra, 2013), 42nd Street (Londra, 2013), La Cage Aux Folles (2016). Nel 1998 interpreta il Rum Tum Tugger nell'adattamento cinematografico di Cats con Elaine Paige e John Mills.
È noto al grande pubblico per aver interpretato Christian Clarke nella soap opera inglese EastEnders, un ruolo che gli ha valso nel 2008 il premio Inside Soap all'attore più sexy e nel 2010 il premio Stonewall al miglior intrattenitore.

### Vita privata
John Partridge è gay e convive dal settembre 2011 con Jon Tsouras.